# Praying for Time
〈Praying for Time〉는 1990년 영국의 에픽 레코드와 미국의 컬럼비아 레코드에서 발매된 조지 마이클에 의해 작사, 작곡한 노래이다. 이 곡은 미국 빌보드 핫 100에서 1위를 차지하며 마이클의 7번째 미국 싱글 차트 1위이자 마지막 솔로 싱글 차트 1위에 올랐다. 〈Praying for Time〉은 또한 2주 동안 캐나다에서 1위에 오르며 마이클의 두 번째 솔로 히트곡이 되었다.

## 배경
이 곡은 마이클의 거의 2년 만의 싱글로 1990년 8월 영국 싱글 차트에 진입했다. 사회적 병폐와 부정에 대한 어둡고 음울한 성찰은 많은 비평가들로부터 환영을 받았다. 이 싱글은 영국에서 6위로 정점을 찍었지만, 미국 빌보드 핫 100에서 그의 9번째 1위였다. 이 노래는 10주 동안 빌보드 톱 40에 머물렀다. 이 곡은 그가 왬!과 함께한 초창기 이후 싱글로 발표한 첫 번째 정치적 동기 부여 곡이었다.
이 노래는 비록 다섯 번째 중 첫 번째 유일하게 영국을 10위 안에 들었지만, 음반 《Listen Without Prejudice Vol. 1》에서 영국에서 발매된 다섯 곡 중 첫 번째 곡이었다. 2017년 10월 현재, 이 싱글은 영국에서 14만 장이 팔렸다.

## 곡 목록
7인치: 에픽 / GEO 1 (영국)
1. "Praying for Time" – 4:40
2. "If You Were My Woman" (live at Wembley Stadium, 11 Jun '88) – 4:05

- also available on MC (Epic / GEO M1)
- also available on 12" (Epic / GEO T1)
- also available on CD (Epic / CD GEO 1)

CD: 에픽 / GEO C1 (영국)
1. "Praying for Time" – 4:40
2. "If You Were My Woman" (live at Wembley Stadium, 11 Jun '88) – 4:05
3. "Waiting" (reprise) – 2:27

- 한정판

카세트, 7인치 및 CD: 컬럼비아 73512 (미국)
1. "Praying for Time" – 4:40
2. "If You Were My Woman" (live at Wembley Stadium, 11 Jun '88) – 4:05